# Monkey (bài hát)
"Monkey" là một bài hát của nghệ sĩ thu âm người Anh quốc George Michael nằm trong album phòng thu đầu tay của ông, Faith (1987). Nó được phát hành như là đĩa đơn thứ sáu trích từ album ở Hoa Kỳ và Úc, cũng như thứ năm trên toàn cầu vào ngày 4 tháng 7 năm 1988 bởi Columbia Records. Tương tự như phần còn lại của album, bài hát được viết lời và sản xuất bởi Michael, bên cạnh sự tham gia đồng sản xuất từ bộ đôi nhà sản xuất Jimmy Jam and Terry Lewis cho phiên bản đĩa đơn, sau khi nam ca sĩ ấn tượng với sự cộng tác giữa họ với Janet Jackson cho đĩa đơn năm 1986 của cô "Nasty". Được ghi âm và hoàn thiện trong giai đoạn cuối thuộc quá trình thực hiện cho Faith, "Monkey" là một bản dance-rock mang nội dung đề cập đến mối quan hệ tình cảm giữa một người đàn ông và một cô gái nghiện ngập, trong đó anh đưa ra lựa chọn cho cô về việc tiếp tục mối quan hệ giữa cả hai với việc nghiện ngập, trong đó sử dụng hình tượng con khỉ như là phép ẩn dụ cho chất gây nghiện.
Sau khi phát hành, "Monkey" nhận được những phản ứng trái chiều từ các nhà phê bình âm nhạc, trong đó họ đánh giá cao giai điệu sôi động cũng như quá trình sản xuất, mặc dù vấp phải một số chỉ trích xung quanh nội dung lời bài hát của nó. Tuy nhiên, bài hát đã gặt hái những thành công vượt trội về mặt thương mại, đứng đầu bảng xếp hạng ở Canada và lọt vào top 10 ở nhiều quốc gia nó xuất hiện, bao gồm những thị trường lớn như Bỉ, Phần Lan, Ireland, Hà Lan, New Zealand và Thụy Sĩ, trong khi đạt vị trí thứ 13 ở quê nhà của Michael là Vương quốc Anh. Tại Hoa Kỳ, "Monkey" tiếp tục chuỗi những đĩa đơn thành công từ Faith với việc đứng đầu bảng xếp hạng Billboard Hot 100 và trụ vững trong hai tuần liên tiếp, trở thành đĩa đơn quán quân thứ sáu của Michael và thứ tư dưới cương vị nghệ sĩ hát đơn. Ngoài ra, nó cũng giúp nam ca sĩ nắm giữ kỷ lục là nghệ sĩ đầu tiên trong lịch sử có bốn đĩa đơn đạt vị trí số một với album đầu tay.
Video ca nhạc cho "Monkey" được đạo diễn bởi Andy Morahan, cộng tác viên quen thuộc đã hợp tác với Michael trong video cho những đĩa đơn trước từ album như "I Want Your Sex", "Faith" và "Father Figure", bên cạnh phần vũ đạo được dàn dựng bởi Paula Abdul, trong đó bao gồm những cảnh quay từ chuyến lưu diễn hát đơn đầu tiên của ông The Faith Tour (1988-89), xen kẽ với những hình ảnh nam ca sĩ trình diễn bài hát trong một căn phòng dưới khung nền trắng. Một số cảnh quay được thực hiện dưới phông nền trắng đen, trong khi những cảnh quay thuộc chuyến lưu diễn được chiếu với nền màu xanh lam. Kể từ khi phát hành, bài hát đã xuất hiện trong nhiều tác phẩm điện ảnh và truyền hình, bao gồm Bleed for This, Keanu, Peter Kay's Car Share và The Prince of Tides. Ngoài ra, "Monkey" còn nằm trong album tuyển tập những bài hát thành công trong sự nghiệp của nam ca sĩ Ladies & Gentlemen: The Best of George Michael (1998).

## Danh sách bài hát
Đĩa 7" tại châu Âu và Anh quốc
1. "Monkey" (7" chỉnh sửa) – 4:47
2. "Monkey" (A Cappella) – 3:41

Đĩa 12" tại châu Âu và Anh quốc
1. "Monkey" (bản mở rộng) – 4:47
2. "Monkey" (A Cappella) – 3:29
3. "Monkey" (beat tăng cường) – 3:42

## Xếp hạng
| Bảng xếp hạng (1988)                     | Vị trí cao nhất |
| ---------------------------------------- | --------------- |
| Úc (ARIA)                                | 12              |
| Áo (Ö3 Austria Top 40)                   | 22              |
| Bỉ (Ultratop 50 Flanders)                | 5               |
| Canada (RPM)                             | 1               |
| Châu Âu (European Hot 100 Singles))      | 23              |
| Phần Lan (Suomen virallinen lista)       | 4               |
| Pháp (SNEP)                              | 34              |
| Đức (Official German Charts)             | 24              |
| Ireland (IRMA)                           | 8               |
| Ý (FIMI)                                 | 30              |
| Hà Lan (Dutch Top 40)                    | 6               |
| Hà Lan (Single Top 100)                  | 7               |
| New Zealand (Recorded Music NZ)          | 9               |
| Tây Ban Nha (AFYVE)                      | 23              |
| Thụy Sĩ (Schweizer Hitparade)            | 5               |
| Anh Quốc (OCC)                           | 13              |
| Hoa Kỳ Billboard Hot 100                 | 1               |
| Hoa Kỳ Dance Club Songs (Billboard)      | 1               |
| Hoa Kỳ Hot R&B/Hip-Hop Songs (Billboard) | 8               |

| Bảng xếp hạng (1988)                | Vị trí |
| ----------------------------------- | ------ |
| Australia (ARIA)                    | 161    |
| Belgium (Ultratop 50 Flanders)      | 69     |
| Netherlands (Dutch Top 40)          | 93     |
| Netherlands (Single Top 100)        | 83     |
| US Billboard Hot 100                | 45     |
| US Hot Dance Club Songs (Billboard) | 18     |